# 时代峰峻
北京時代峰峻文化藝術發展有限公司，簡稱時代峰峻，中國多媒體影視娛樂企業，除藝人經紀以外，時代峰峻也參與影視投資與製作、音樂製作、綜藝製作等業務。

## 公司历史
- 2009年，时代峰峻在北京市注册成立，在重庆建立练习生培训机构 「TF家族」
- 2010年，主题为“Dreamer未来！我来！”的练习生选拔在重庆启动，最终六名男练习生伍禾胤、左虎、朱志仁、丁玺龙、管浩圻、欧阳田戈成功入选。
- 2011年，第二期练习生选拔启动，第一期、第二期练习生同时开始退团，TF家族留下练习生王俊凯與第三期入选练习生刘一麟、罗庭信、高俊杰、刘志宏、王源、卫煜等一起练习。
- 2012年，公司这一时期推出了自制综艺《TF家族新闻播报》、TF家族迷你专辑《青蛙也会变王子》、TF家族单曲《街舞少年》，积累了一定的关注度。此时，TF家族参加节目并不顺利，歌曲被指抄袭1世代的《What makes you beautiful》，网红模式的不确定性引起了公司管理层重视。
- 2013年，第四期练习生正式推出，并组建乐团“TFBand”。2013年4月1日TF家族翻唱的张国荣代表作《当爱已成往事》引发广泛关注。发布TF家族全体练习生的路演歌曲《洋葱》，为乐队鼓手王译锋找到失散多年的母亲。影片在网上引起广泛轰动，并得到中天新闻的推介[1]，时代峰峻决定改变之前让练习生成年后出道的计划，让王俊凯、王源提前出道，并加入易烊千玺，组成少年偶像组合TFBOYS。8月6日TFBOYS正式出道，并发表首张专辑《Heart 梦·出发》。
- 2014年，TF家族自制短剧《男生学院自习室》在网络发布，进一步扩展了组合和公司影响力。时代峰峻同时继续招募入選练习生敖子逸、丁程鑫、潘政霖，并拍摄影视作品和录制综艺节目。
- 2015年3月，成都办事处成立，开始在成都周边地区招募，此时期练习生有陈泗旭、曹峻玮、贺峻霖、殷涌智。
- 2016年8月，北京影视部成立，签约艺人为影视演员。10月，策划部经理黄锐从时代峰峻离职，创立原際畫，二代练习生黄其淋、黄宇航、严浩翔跟随黄锐加盟新公司，以“易安音乐社”的名义出道，两家公司因此发生法律纠纷。
- 2017年9月16日，TFBOYS成员分别成立个人工作室。时代峰峻表示此次调整是在保证组合活动的前提，追求个人更大的发展空间，组合不会因此解散，也不是单飞[2]。
- 2018年8月29日，启动三代练习生养成项目-少年进化/TF-TransFrom计划。
- 2018年10月7日，TF家族二代練習生養成計畫告一段落，第二個男子組合台风少年团正式出道。
- 2019年7月2日，時代峰峻第二個男子組合台風少年團正式解散。除姚景元转入影视部以外，其餘成員和另外3位TF家族練習生張真源、严浩翔、贺峻霖，繼續參與公司内部选秀节目“台風蛻變之戰”重組。8月25日，第三个男子组合七人成團，于10月11日公布团名时代少年团，于11月23日正式出道，TF家族二代練習生養成計畫正式結束。
- 2020年7月4日，影視部藝人張藝凡在《创造营2020》總決賽中獲得第7名，以硬糖少女303的成員出道。
- 2021年，影视部艺人李俊濠参加《青春有你3》，未能进入出道位。
- 2022年2月，公开TF家族四代练习生。
- 2023年4月，TF家族三代练习生启动“登陆计划”，并分别于4月、7月、8月举办三站共五场演唱会。并于2024年6月举办出道實錄《登陆日》，选拔出道男团阵容。
- 2024年8月29日，第三代男子组合登陆少年出道。2024年10月1日，旗下音樂廠牌TF_ING出道。
- 2025年1月1日，签约艺人、歌手、制作人张峻豪正式出道。2月14日，影视部签约演员贺美琦。

## 艺人

### TFBOYS
| 姓名     | 出生日期       |
| -------- | -------------- |
| 王俊凱   | 1999年9月21日  |
| 王源     | 2000年11月8日  |
| 易烊千璽 | 2000年11月28日 |

### TNT時代少年團
| 姓名   | 出生日期       |
| ------ | -------------- |
| 馬嘉祺 | 2002年12月12日 |
| 丁程鑫 | 2002年2月24日  |
| 宋亞軒 | 2004年3月4日   |
| 劉耀文 | 2005年9月23日  |
| 張真源 | 2003年4月16日  |
| 嚴浩翔 | 2004年8月16日  |
| 賀峻霖 | 2004年6月15日  |

### TOP登陸少年
| 姓名   | 出生日期       |
| ------ | -------------- |
| 朱志鑫 | 2005年11月19日 |
| 張泽禹 | 2007年4月30日  |
| 張極   | 2007年2月3日   |
| 左航   | 2006年5月22日  |
| 苏新皓 | 2007年1月12日  |

### TF_ING
| 姓名   | 出生日期       |
| ------ | -------------- |
| 童禹坤 | 2006年7月7日   |
| 邓佳鑫 | 2006年7月23日  |
| 陈天润 | 2007年5月24日  |
| 穆祉丞 | 2007年11月16日 |
| 张子墨 | 2008年2月20日  |
| 黃朔   | 2008年8月24日  |
| 王烁然 | 2010年3月15日  |

### TF家族三代
| 姓名   | 出生日期       |
| ------ | -------------- |
| 余宇涵 | 2006年11月24日 |
| 姚昱辰 | 2008年7月5日   |

### TF家族四代
| 姓名   | 出生日期       |
| ------ | -------------- |
| 官俊臣 | 2007年7月4日   |
| 張桂源 | 2009年5月11日  |
| 張函瑞 | 2009年10月18日 |
| 王櫓杰 | 2010年1月8日   |
| 李嘉森 | 2010年1月19日  |
| 左奇函 | 2010年3月19日  |
| 陳奕恒 | 2010年5月9日   |
| 杨博文 | 2010年6月1日   |
| 楊涵博 | 2010年6月8日   |
| 張奕然 | 2010年9月15日  |
| 聶瑋辰 | 2011年2月18日  |
| 陈思罕 | 2011年11月8日  |
| 魏子宸 | 2011年12月19日 |
| 李煜东 | 2012年3月15日  |
| 陳浚銘 | 2012年5月17日  |

### TF家族五代
| 姓名   | 出生日期       |
| ------ | -------------- |
| 吕政熙 | 2012年2月20日  |
| 智恩涵 | 2013年9月24日  |
| 朱映宸 | 2013年12月19日 |

### 旗下藝人與簽約藝人
| 姓名   | 出生日期       |
| ------ | -------------- |
| 邓恩熙 | 2005年4月18日  |
| 张艺凡 | 2000年2月10日  |
| 敖子逸 | 2002年12月25日 |
| 姚景元 | 2001年9月13日  |
| 張峻豪 | 2007年7月20日  |
| 贺美琦 | 2004年6月1日   |

### 已離開成員
- TYT台风少年团（2019年6月28日解散）

- 劉志宏
- 黄其淋
- 黄宇航
- 陳璽達
- 辜聖棵
- 趙冠羽
- 殷湧智
- 徐皓揚
- 曹峻瑋
- 代昊林
- 潘政霖
- 陳俊西
- 陳思霖
- 陳孝輔
- 程若涵
- 李俊濠
- 蔡乙嘉
- 劉俊昊
- 李運晨瑞
- 葉軒誠
- 余峻熙
- 張仲語
- 傅子銘
- 陳泗旭
- 宋文嘉
- 李天澤
- 杨嘉豪
- 王浩
- 汪浚熙

## 单曲

### 多人单曲
| 发行日期       | 歌曲名                               | 参与成员 | 备注                     |
| -------------- | ------------------------------------ | --- | ------------------------ |
| 2011年9月6日   | 我们曾在一起                         | 王俊凯、王源 |                          |
| 2011年9月6日   | 时光机                               | 王俊凯、左虎、刘增辉 |                          |
| 2011年9月6日   | 我不要改变                           | |                          |
| 2013年5月17日  | 街舞少年                             | 王俊凯、王源 |                          |
| 2017年10月16日 | 超人诞生日记                         | TF家族（丁程鑫、马嘉祺、敖子逸、张真源、陈玺达、陈泗旭、宋亚轩、李天泽、贺峻霖、刘耀文）                                         |                          |
| 2018年5月10日  | 你我                                 | 马嘉祺、张真源、宋亚轩 | 网剧《念念》主题曲       |
| 2021年12月31日 | 长大                                 | TF家族（朱志鑫、苏新皓、左航、邓佳鑫、张极、张泽禹、张峻豪、穆祉丞、余宇涵、童禹坤、陈天润、姚昱辰）                             |                          |
| 2022年1月30日  | 笨小孩的道歉信                       | 朱志鑫、苏新皓、张极、张泽禹、张峻豪                                                                                             |                          |
| 2022年3月5日   | 旅行（Love in the travel）           | 苏新皓、左航 |                          |
| 2022年8月7日   | 将军话                               | 张极、左航、张泽禹、童禹坤、陈天润                                                                                               |                          |
| 2022年8月11日  | Better Now（拜~特闹！）              | TF家族（朱志鑫、苏新皓、左航、张极、张泽禹、张峻豪、穆祉丞、余宇涵、童禹坤、陈天润、姚昱辰）                                     |                          |
| 2022年8月14日  | 灵魂冲浪（Surfing in a hurricane）   | 朱志鑫、苏新皓、张极、左航、张泽禹、张峻豪、余宇涵                                                                               |                          |
| 2022年8月29日  | 让我完整（Complete me）              | TF家族（朱志鑫、苏新皓、左航、张极、张泽禹、张峻豪、穆祉丞、余宇涵、童禹坤、陈天润、姚昱辰）                                     |                          |
| 2022年9月4日   | 写给他们的歌                         | 苏新皓、张极、张泽禹、张峻豪、陈天润                                                                                             |                          |
| 2022年10月24日 | 恭喜你发现了宝藏                     | TF家族（朱志鑫、苏新皓、左航、张极、张泽禹、张峻豪、穆祉丞、余宇涵、童禹坤、陈天润、姚昱辰）                                     | 乡村生活记录综艺同名歌曲 |
| 2023年1月25日  | 日日夜夜（Day&night）                | 朱志鑫、苏新皓、左航、张泽禹、张峻豪                                                                                             |                          |
| 2023年4月14日  | When You Come Around（当你靠近）     | 朱志鑫、苏新皓、张峻豪、余宇涵                                                                                                   |                          |
| 2023年4月14日  | 一起长大吧！笨蛋                     | 张泽禹，张极，左航，陈天润 |                          |
| 2023年8月12日  | 逃亡公路（Drop everything now）      | 朱志鑫、张泽禹、左航、张峻豪 |                          |
| 2023年12月16日 | 窗                                   | 朱志鑫，张泽禹，张峻豪，陈天润，童禹坤，邓佳鑫                                                                                   |                          |
| 2023年12月16日 | 还没想好名字的自由（Miracle）        | 张极、左航、苏新皓、余宇涵、穆祉丞、黄朔                                                                                         |                          |
| 2023年12月17日 | 狂妄（Violence）                     | 朱志鑫、张泽禹、张极、左航、苏新皓、张峻豪、黄朔、张子墨                                                                         |                          |
| 2024年2月2日   | 不回头（Only Oneway）                | 朱志鑫、张泽禹、左航、张峻豪 |                          |
| 2024年3月6日   | 童话（the day we leave home）        | 朱志鑫、张峻豪 |                          |
| 2024年6月29日  | 等你的回答                           | TF家族（朱志鑫、张泽禹、张极、左航、苏新皓、张峻豪、余宇涵、陈天润、穆祉丞、童禹坤、邓佳鑫、黄朔、張子墨）                       | 《登陸日》主題曲         |
| 2024年8月10日  | 明天地球要爆炸（The Doomsday Night） | TF家族（朱志鑫、张泽禹、张极、左航、苏新皓、张峻豪、余宇涵、陈天润、穆祉丞、童禹坤、邓佳鑫、黄朔）                               |                          |
| 2024年10月5日  | 浪漫纯属虚构                         | 张函瑞，王橹杰，张奕然 | 危险的关系 OST           |
| 2024年10月6日  | 危险的关系                           | 张桂源、左奇函、陈奕恒、杨博文、陈浚铭                                                                                           | 危险的关系 OST           |
| 2024年10月7日  | 落日只会道别                         | TF家族（官俊臣、張桂源、張函瑞、王櫓傑、李嘉森、左奇函、陳奕恆、楊博文、楊涵博、張奕然、聶瑋辰、陈思罕、魏子宸、陳浚銘、智恩涵） | 危险的关系 OST           |
| 2025年7月11日  | 心动（Heart Beating）                | TF家族（官俊臣、張桂源、張函瑞、王櫓傑、左奇函、陳奕恆、楊博文、楊涵博、張奕然、聶瑋辰、陈思罕、魏子宸、李煜东、陳浚銘）         |                          |

### 成员个人单曲
| 发行日期       | 歌曲名                        | 参与成员 | 备注                     |
| -------------- | ----------------------------- | -------- | ------------------------ |
| 2018年10月22日 | 光影                          | 张真源   |                          |
| 2018年10月29日 | 破                            | 贺峻霖   |                          |
| 2022年6月14日  | 梦（Flying my dream）         | 朱志鑫   | 《Well,Come!》原创作品集 |
| 2022年6月17日  | 深海（Live with masks）       | 朱志鑫   | 《Well,Come!》原创作品集 |
| 2022年6月17日  | DTTM                          | 张泽禹   | 《Well,Come!》原创作品集 |
| 2022年6月17日  | 一个很Dry (拽) 的Humorous Boy | 左航     | 《Well,Come!》原创作品集 |
| 2022年6月17日  | Hey Left                      | 左航     | 《Well,Come!》原创作品集 |
| 2022年6月17日  | 青春期（Youth）               | 张峻豪   | 《Well,Come!》原创作品集 |
| 2022年6月30日  | Sky Walker                    | 张峻豪   |                          |
| 2022年7月21日  | City Goodnight                | 朱志鑫   |                          |
| 2022年8月9日   | 毕业                          | 张泽禹   |                          |
| 2023年1月12日  | 一天一天（Severus）           | 苏新皓   |                          |
| 2023年2月14日  | 写给胖小子（Keep going on）   | 朱志鑫   |                          |
| 2024年2月9日   | Shield（留在我身边）          | 张极     |                          |
| 2024年2月20日  | falling in luv                | 张子墨   |                          |
| 2024年5月17日  | 喜欢方大同                    | 张子墨   |                          |
| 2024年9月1日   | 我一直在                      | 张子墨   |                          |

## 演出
| 时间                                    | 演出名                                                 | 举办城市 | 场馆                     | 参与成员 | 备注                                 |
| --------------------------------------- | ------------------------------------------------------ | -------- | ------------------------ | --- | ------------------------------------ |
| 2016年12月25日                          | TF家族圣诞奇幻夜                                       | 重庆     | 重庆大剧院               | 贺峻霖、潘政霖、殷涌智、曹峻玮、代昊林、陈泗旭、张真源、严浩翔、宋亚轩、敖子逸、丁程鑫、黄宇航 |                                      |
| 2017年8月12日                           | 夏日大作战                                             | 南京     | 南京雨发生态园           | 丁程鑫、马嘉祺、敖子逸、张真源、陈玺达、宋亚轩、陈泗旭、李天泽、贺峻霖、刘耀文 | 夏日嘉年华                           |
| 2017年12月29日                          | DATE                                                   | 北京     | 北京M空间                | 丁程鑫、马嘉祺、敖子逸、张真源、陈玺达、宋亚轩、陈泗旭、李天泽、贺峻霖、刘耀文 | 冬日嘉年华                           |
| 2018年11月18日（录制） 11月23日（播出） | 秋日幻想曲                                             | 重庆     | 待查                     | 赵冠羽、朱志鑫、左航、童禹坤、邓佳鑫、余宇涵、苏新皓、张极、张泽禹、张峻豪 特邀嘉宾：张真源、贺峻霖 | TF家族三代“TF少年进化论”             |
| 2018年12月29日                          | 第一页（The First Page）                               | 重庆     | 待查                     | 二代：台风少年团、敖子逸、陈泗旭、贺峻霖、李天泽、宋文嘉、张真源 三代：邓佳鑫、苏新皓、童禹坤、余宇涵、张极、张峻豪、张泽禹、赵冠羽、朱志鑫、左航 | 2019新年音乐会 特邀主持：李俊濠      |
| 2019年5月4日（录制） 5月11日（播出）    | 第25小时（My Secret Time）                             | 重庆     | 待查                     | 赵冠羽、朱志鑫、左航、童禹坤、邓佳鑫、余宇涵、苏新皓、张极、张泽禹、陈天润、张峻豪 | TF家族三代“TF少年进化论”             |
| 2019年10月19日（录制） 10月26日（播出） | 单向放映厅（Once）                                     | 重庆     | 待查                     | 赵冠羽、朱志鑫、左航、童禹坤、邓佳鑫、余宇涵、苏新皓、张极、张泽禹、张峻豪、陈天润、穆祉丞、姚昱辰 | TF家族三代“TF少年进化论”             |
| 2020年1月11日                           | 重逢（The Reunion）                                    | 重庆     | 华熙文化体育中心         | 二代：时代少年团、陈泗旭、敖子逸、李天泽 三代：赵冠羽、朱志鑫、左航、童禹坤、邓佳鑫、余宇涵、苏新皓、张极、张泽禹、陈天润、张峻豪、穆祉丞、姚昱辰 | 2020新年音乐会                       |
| 2020年11月7日（录制） 11月14日（播出）  | 圈                                                     | 重庆     | 重庆南坪艺术中心         | 朱志鑫、苏新皓、邓佳鑫、左航、张极、张泽禹、童禹坤、余宇涵、陈天润、张峻豪、穆祉丞、姚昱辰 | TF家族三代“TF少年进化论”             |
| 2021年8月13日                           | 迷宫（Take my hand run away）                          | 重庆     | 重庆市人民大礼堂         | 朱志鑫、苏新皓、邓佳鑫、张极、左航、张泽禹、张峻豪、余宇涵、童禹坤、陈天润、穆祉丞、姚昱辰 试训生：官俊臣、王浩 | TF家族三代“TF少年进化论”             |
| 2022年1月23日                           | 未完成的约定（Some day，Some dates）                   | 重庆     | 渝北体育馆               | 朱志鑫、苏新皓、左航、邓佳鑫、张极、张泽禹、张峻豪、余宇涵、童禹坤、陈天润、穆祉丞、姚昱辰 | 2022新年音乐会                       |
| 2022年8月19日（录制） 8月27日（播出）   | 陆（The end of the land.）                             | 重庆     | 华熙文化体育中心         | 朱志鑫、苏新皓、左航、张极、张泽禹、张峻豪、余宇涵、童禹坤、陈天润、穆祉丞、姚昱辰 | TF家族三代“TF少年进化论”             |
| 2023年1月14日-16日                      | 瞬间                                                   | 重庆     | 华熙文化体育中心         | 三代：朱志鑫、苏新皓、左航、张极、张泽禹、张峻豪、余宇涵、童禹坤、陈天润、穆祉丞、姚昱辰、邓佳鑫 四代：官俊臣、黄朔、汪浚熙、王浩、張桂源、張函瑞、王櫓杰、李嘉森、傅子铭、左奇函、余峻熙、杨博文、叶轩诚、楊涵博、李运晨瑞、魏子宸、陳浚銘、张仲语、智恩涵 | 2023新年音乐会                       |
| 2023年4月15日                           | 蝴蝶效应（I heard the echo）                           | 重庆     | 华熙文化体育中心         | 朱志鑫、张泽禹、张极、左航、苏新皓、张峻豪、余宇涵、陈天润、童禹坤 | TF家族三代“登陆计划”系列演唱会       |
| 2023年5月3日                            | 立夏                                                   | 重庆     | 重庆市人民大礼堂         | 邓佳鑫、汪浚煕、王浩、張桂源、張函瑞、王櫓杰、李嘉森、傅子铭、左奇函、余峻熙、楊博文、楊涵博、張奕然、魏子宸、陳浚銘、张仲语、智恩涵 | TF家族四代“TF少年梦工厂”             |
| 2023年7月22日-23日                      | 生于火焰（The destroy，to be purged.）                 | 广州     | 宝能观致文化中心         | 朱志鑫、张泽禹、张极、左航、苏新皓、张峻豪、余宇涵、陈天润、穆祉丞、童禹坤、姚昱辰、邓佳鑫、黄朔 | TF家族三代“登陆计划”系列演唱会       |
| 2023年7月29日-30日                      | 多巴胺快乐图鉴（Dopamine）                             | 重庆     | 渝北体育馆               | 官俊臣、汪浚煕、王浩、張桂源、張函瑞、王櫓杰、李嘉森、左奇函、楊博文、楊涵博、張奕然、魏子宸、陳浚銘、智恩涵 | TF家族四代“TF少年梦工厂”             |
| 2023年8月12日-13日                      | 让我们不顾一切（We have nothing，we have everything.） | 大连     | 大連體育中心體育場       | 朱志鑫、张泽禹、张极、左航、苏新皓、张峻豪、余宇涵、陈天润、穆祉丞、童禹坤、姚昱辰、邓佳鑫、黄朔 | TF家族三代“登陆计划”系列演唱会       |
| 2023年11月29日（录制）                  | 齿轮（With you）                                       | 廊坊     | 大厂影视小镇             | 朱志鑫、张泽禹、张极、左航、苏新皓、张峻豪、余宇涵、陈天润、穆祉丞、童禹坤、邓佳鑫、黄朔 | 特别舞台                             |
| 2024年2月3日-4日                        | 盛放                                                   | 重庆     | 重庆国际博览中心中央大厅 | 三代：朱志鑫、张泽禹、张极、左航、苏新皓、张峻豪、余宇涵、陈天润、穆祉丞、童禹坤、邓佳鑫、黄朔、张子墨 四代：官俊臣、汪浚煕、王浩、張桂源、張函瑞、王櫓杰、李嘉森、王爍然、左奇函、楊博文、楊涵博、張奕然、聂玮辰、魏子宸、陳浚銘、智恩涵                   | 2024新年音乐会                       |
| 2024年8月11日-8月12日                   | 肆意生长                                               | 重庆     | 渝北体育馆               | 官俊臣、張桂源、張函瑞、王櫓杰、李嘉森、左奇函、陈奕恒、楊博文、楊涵博、張奕然、聂玮辰、陈思罕、魏子宸、陳浚銘、智恩涵 | TF家族四代见面会                     |
| 2024年8月25日-26日                      | 登陆时刻（TransForm Time）                             | 吉隆坡   | 武吉加里尔亚通体育馆     | 朱志鑫、张泽禹、张极、左航、苏新皓、张峻豪、余宇涵、陈天润、穆祉丞、童禹坤、邓佳鑫、黄朔、张子墨 | TF家族三代“登陆计划”系列演唱会最终站 |
| 2025年1月18日-19日                      | 热爱（Ardently Love）                                  | 澳门     | 银河综艺馆               | 二代：时代少年团 三代：登陆少年、TF_ING、张峻豪、余宇涵 四代：官俊臣、張桂源、張函瑞、王櫓杰、左奇函、陈奕恒、楊博文、楊涵博、張奕然、聂玮辰、陈思罕、魏子宸、陳浚銘、智恩涵 五代：吕政熙、朱映宸                                                           | 2025新年音乐会                       |
| 2025年8月9日-10日                       | 肆意少年（Teen Spirit Rising）                         | 重庆     | 渝北体育馆               | 官俊臣、張桂源、張函瑞、王櫓傑、左奇函、陳奕恆、楊博文、楊涵博、張奕然、聶瑋辰、陈思罕、魏子宸、李煜东、陳浚銘、王烁然 |                                      |
| 2025年8月16日-17日                      | 肆意少年（Teen Spirit Rising）                         | 青岛     | 青岛市民健身中心体育馆   | 官俊臣、張桂源、張函瑞、王櫓傑、左奇函、陳奕恆、楊博文、楊涵博、張奕然、聶瑋辰、陈思罕、魏子宸、李煜东、陳浚銘、王烁然 |                                      |

## 争议事件

### 门票争议
2017年8月，TFBOYS在南京举行两场“AliveFour”四周年演唱会，与以往演唱会不同的是，此次购票需抢码获得抢票资格，而抢码则必须是一年制及以上的高级会员，注册这个高级会员需要300元人民幣左右。而在此之前的抢票过程中，时代峰峻官网多次发生瘫痪的情况，只有少部分粉丝抢到了购票码。事后，时代峰峻表示，此事属于工作人员的疏忽。部分粉丝就时代峰峻涉嫌欺诈一事向公司所属地区的北京市密云区工商局提出举报，该局已受理此案。

### 打投争议
2020年6月，以夏季运动会名義发售270张门票，总收入额超过260万元，平均单价近万元，因时代峰峻曾多次竞拍活动與演出门票，遭到了8家后援会联合抵制。9月，时代峰峻为时代少年团制作了打歌节目《少年On Fire》。10月16日，该组合的官方粉丝俱乐部发布“最受欢迎合作舞台”投票活动。根据投票榜，得票最多的3个表演分别得到了价值人民币约640万元、约550万元和约23万元的打赏，得票最多的8个节目共收获了约1250万元的打赏。公司曾承诺参与打投的粉丝将得到特别福利——表演者的特别视频，然而福利仍然没有兑现。2021年9月2日，公司发布说明，称公司向付费会员提供增值业务不违法当前的法律规定，相关榜单已撤改为免费。

### 经纪合同纠纷
2016年12月26日，黄宇航法定代理人向时代峰峻寄送律师函，要求不再履行已经签订的合同及协议。
2017年1月22日，时代峰峻回复律师函称，要求黄宇航继续履行相关经纪合同。
2017年1月1日，黄宇航向原际画出具授权书，授权原际画使用其姓名、形象、声音、表演等。3月22日，时代峰峻向重庆市仲裁委员会提起仲裁申请，请求裁决黄宇航继续履行经纪合同。3月29日，时代峰峻委托北京大悦律师事务所发出告知函，称严浩翔和黄宇航与其签订了经纪合同，且处于合法有效状态，任何人或单位不能与二人就演艺事物进行任何形式的合作。6月1日，重庆市仲裁委员会出具(2017)渝仲字第478号裁决书，裁决黄宇航应继续履行与时代峰峻的经纪合同。
2017年6月16日，黄宇航一方向重庆市仲裁委员会提起仲裁申请，请求裁决解除与该公司签订的相关经纪合同。7月4日，时代峰峻发布声明，除了提及告知函的内容，还表示愿意与黄、严二人协商解决纠纷。7月12日，黄宇航向时代峰峻寄送了解除《合同通知书》，称在时代峰峻收到通知书时解除与时代峰峻的《经纪合同》和《培训签约及补充协议》。
2018年3月28日，重庆市仲裁委员会出具(2017)渝仲字第1162号裁决书，裁决合同于2018年3月28日解除，以及黄宇航向时代峰峻支付培训费及违约金共计165万余元。

### 与原际画的纠纷
2017年3月31日，原际画公司的官方微博发布一张图片，上面写道黄宇航与严浩翔不属于时代峰峻旗下艺人，时代峰峻与2人签订的合同无效，时代峰峻拖延与2人的协商，且限制2人的演艺活动等内容；该微博获得了1790次转发，1776条评论。
3月31日，时代峰峻向公司前策划部经理、现原际画法定代表人黄锐发出律师函，指其对该公司原练习生黄宇航、严浩翔、黄其淋进行非法“挖角”并以“易安音乐社”的名义出道，而后者认为这一行为出于当事人自愿，并无违法行为。上海市普陀区人民法院受理此案。
2018年10月，上海市普陀区人民法院宣判。在判决书中，普陀区法院认为，原际画的微博与仲裁结果不符，超出了客观事实的范畴；受众为任意网民，超出了澄清事实的范围；其中的内容对时代峰峻产生了负面影响；因此，法院认为，这条微博构成了原际画对时代峰峻的商业诋毁。
就原际画使用黄宇航形象、视频的争议，法院认为，这一问题已在仲裁中解决，不认为构成不正当竞争，不适用《反不正当竞争法》。
最后法院做出判决，要求原际画删除相关微博，并在微博刊登公开声明，以及赔偿原告经济损失3万元，驳回原告其他诉讼请求。
2021年1月7日，以易安音乐社的故事为设定、易安音乐社成员为主演、易安音乐社成员的艺名为角色名称的网剧《少年如歌》播出。剧中，“展逸文”这一角色表演态度不端正、背叛音乐社、没有团结精神，以及在离开音乐社后嘲讽前队友。“展逸文”一名是嚴浩翔在易安音乐社期间的艺名，且只有他使用过这个艺名，因此这一系列设定足以引起对严的负面舆论。
2021年1月8日，时代峰峻发表声明，表示上述桥段与事实不符，涉嫌对严浩翔的诽谤，侵犯了严的合法权益。时代峰峻还表示，原际画公司已经签订了协议，承诺不做出有损严浩翔名誉、利益的行为和言论，而上述桥段违反了这一协定。随后，时代峰峻委托北京市安理律师事务所发表律师函，要求下架、删改本剧展逸文相关的桥段，并向严浩翔发表公开道歉。1月9日，原际画法定代表人黄锐发表个人微博，称严浩翔只是在2017年3月至2019年5月间“诠释”“展逸文”这一角色，不是对角色以外的映射，并表示会以《少年如歌》总编剧的身份负责。
5月20日，广州互联网法院一审宣判，网剧《少年如歌》未构成对严浩翔名誉权的侵犯，严浩翔自终止合约后，在北京时代峰峻文化公司以“严浩翔”真人名进行活动，“展逸文”角色的设计已与其无关，网剧中涉案台词属于戏剧冲突的正常创作范围，钗头凤公司、原际画公司和黄锐的行为不构成对原告严浩翔的侵权。因此法院驳回严浩翔全部诉讼请求，受理费1000元由原告承担。黄锐在个人微博晒出判决书，表示认可并遵循判决，希望所有的纠缠纷扰到此为止。5月21日，严浩翔代理律师杨曙光发表声明，不认可一审判决，将提出上诉。